# 생제르맹 백작

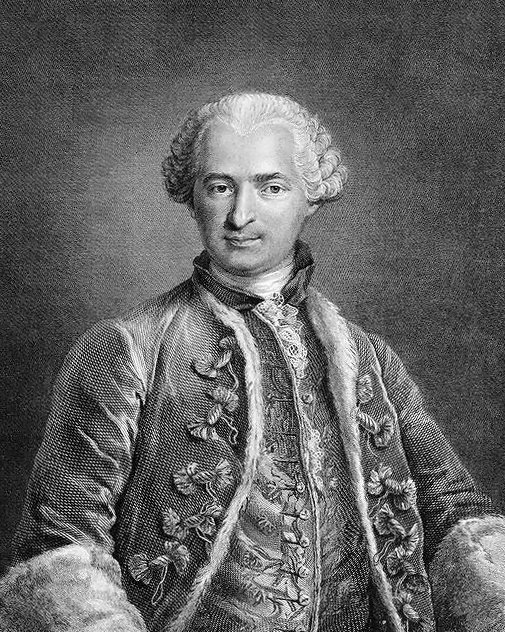
무명의 화가가 그린 생제르맹 백작.

생제르맹 백작(Comte de Saint-Germain, 1691년/1707년? - 1784년 2월 27일)은 18세기 유럽을 중심으로 많은 곳에서 활동했다고 전해지는 인물이다. 궁중인, 모험가, 협잡꾼, 발명가, 연금술사, 신비주의자, 피아니스트, 바이올리니스트, 아마추어 작곡가 등 다양하게 설명되었지만, 신비학 그 가운데 특별히 접신론과 관련된 여러 이야기에서 끊임없이 등장하는 인물로 유명하다. 또한, 그는 마스터 라코지 또는 마스터 R이라고 불리며, 거의 신적인 능력과 수명을 지닌 것으로 여겨진다. 몇몇 자료에 기록된 그의 이름은 가족적이지 않지만, 그에 의해서 ‘거룩한 형제’를 뜻하는 라틴어 ‘상투스 게르마누스(Sanctus Germanus)’의 프랑스어식으로 만들어졌다.

## 생애

### 출생
스페인 왕녀 노이부르크의 마리아 안나와 귀족 멜가르 백작(comte de Melgar)의 사생아라고 전해지고 있다. 그 일생은 경제적으로 고도의 교육과 교양에 뛰어나고, 화학등 여러 가지 분야의 지식이 풍부하고, 교묘한 음악가이며, 뛰어난 화재를 나타냈던 것이 평가되고 있다.

### 살보르성의 화학 실험실
생제르맹은 1746년까지 런던에서 지냈다.그 앞으로 12년간에 대해서는 활동이 확인되어 있지 않지만, 화학과 연금술의 연구를 위해서 독일에서 은둔 생활하고 있었다고 하는 설, 및 인도나 티베트까지를 포함한 여행을 떠나 있었다고 하는 설이 있다. 후자의 설에 대해서는 그 여행을 증거 짓는 사료는 전무이지만, 동양 세계에 대해 매우 박식했던 것은 사실이다.
1758년 초쯤 에 파리로 옮겨, 왕의 영선관(directeur des Btiments du Roi)인 마리니(Marigny)에게 연구실 및 작업장을 위해 왕족 소유의 시설을 사용하게 해 주도록 요청하는 서신을 보냈다. 이 안에서, 그 교환 조건으로서 루이 15세에 「인류가 아는 가운데 가장 풍부하고 희유인 발견」을 가져온다고 약속하고 있다. 마리니는 사람이 없던 살보르성을 그에게 주어, 생제르맹은 이 성과 부속 시설에 조수, 사역인을 사게 하고 연구실을 정돈했다.
생제르맹은 살보르보다는 파리에 있는 때가 많았다. 퐁파두르 후작 부인에게 면회를 하여, 부인의 소개로 인해 왕 루이 15세를 만났다. 왕은 즉시 그 총명한 인품을 평가해, 친한 관계를 형성했다.

### 루이 15세의 총애와 쇼와즈르의 관계
생제르맹은 왕과 친한 관계가 되었지만, 루이 15세의 중신 쇼와즈르 공작(duc de Choiseul)은 그를 싫어해, 신뢰를 깎아 내릴 수 있게 꾀를 부렸다. 쇼와즈르는 고브(Gauve)라고 하는 이름의 익살꾼을 고용해, 생제르맹의 모습을 하게 시켰다고 한다. 고브는 생제르맹의 풍채로 살롱에 모습을 보여 말도 안되는 이야기를 선전 했다. 알렉산더 대왕과 잔을 주고 받은 사이였다고 하고, 예수 그리스도와 관계 등을 통해 호언 장담하였다.
고브의 활동은 즉시 폭로되어 그 정체가 밝혀지게 되었지만, 쇼와즈르의 계획은 생제르맹을 명성에 깎아 내리는 것이 안 되었고, 오히려 반대로 명성이 높게 되어, 신비적인 아우라를 주게 되었다.
쇼와즈르는 1760년이 되어 간신히 생제르맹을 스파이 혐의로 고발하였다. 그 이후 생제르맹은 명예를 훼손되고 네덜란드에 피하게 되었다. 그 뒤, 생제르맹의 행적은 영국, 이탈리아, 러시아, 작센 및 프로이센으로 이동했고, 다양한 땅에서 안료와 색채에 대한 연구를 널리 알리려고 활동한 것을 알려지고 있다.

### 죽음
1766년, 프로이센의 왕 프리드리히 2세의 비호를 받지만, 다음 해에 여기를 출발하여 발트해에 접한 곳인 트르프에 이르러, 헤센(Hessen)의 영주 아래에서 몸을 의지했다. 1784년 2월 27일에 이 땅에서 죽는다. 친한 관계를 유지하고 있던 헤센의 영주에 의하면 93세에 사망했다고 전하고 있다.

## 같이 보기
- 셰익스피어 저자 논쟁